# Akima
Akima (ros. Акима) – wieś w Rosji, w Kraju Zabajkalskim, w rejonie tungokoczeńskim. W 2010 liczyła 233 mieszkańców.